# Сегал Хаїм
Хаїм Сегал (Хаім бен іцхак Айзік Сегель) — білоруський художник 2-ї половини XVIII століття..

## Біографія
Народився у Слуцьку. Сегал — прадід відомого художника XX століття Марка Шагала.

## Творчість

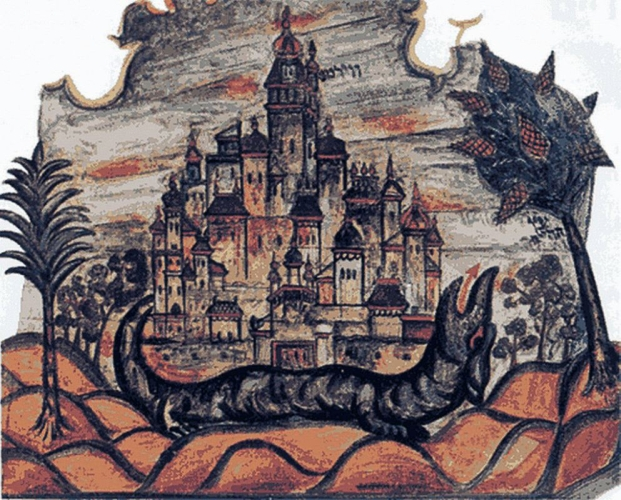
Розпис Могильовської холодної синагоги. Тема розпису — дракон, який тероризує жителів німецького міста Вормс

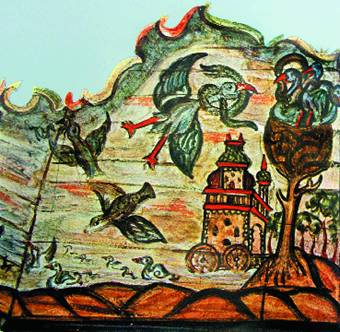
Один з фрагментів розпису могильовської синагоги. Дерево Пізнання з гніздом, до якого летить лелека, несучи змію. Біля Дерева — архітектурна конструкція у вигляді вежі на колесах: зображення біблійного ковчега Завіту на шляху до Єрусалиму.

Автор монументальних розписів синагог, у тому числі у Копись.
Найбільш відомий розпис дерев'яної холодної синагоги у Могильові (1760, по інших відомостях, у 1744), в якому, серед іншого, в образотворчих образах була відображена історія єврейського народу від старих часів до приходу на Білорусь. Інтерес у дослідників викликали образи білоруських пейзажів.
Про красу та унікальність розписів можна судити по малюнках Іссахара-Бер Рибака і Еля Лисицького і фотографіях Соломона Юдовіна, учасника етнографічної експедиції Ан-ського 1913 року. У 1938 синагога була зачинена для молінь і розібрана по колоді.
Ель Лисицький так описував свої враження від відвідування Могильовської синагоги:
|                 | Це було справді щось особливе, подібне до того подиву (з тих, що я відчував) коли я вперше відвідав римську базиліку, готичну каплицю, барокову церкву в Німеччині, Франції та Італії. Це як те дитяче ліжечко з витончено вишитим покривалом, метеликами і птахами, в якому раптом прокидається принц, — в оточенні променів сонця. Так ми себе відчували в середині синагоги. |
| — Ель Лисицький | |